# عذرا عقیقی بخشایشی
عذرا عقیقی (متولد ۱۳۴۷) هنرمند ایرانی است که با زمینه قرار دادن خوشنویسی اسلامی آثار معاصر خلق کرده‌است. او فرزند عبدالرحیم بخشایشی اسلام‌شناس و پژوهشگر حوزه دین است، لیسانس خود را در رشتهٔ ارتباط تصویری از دانشگاه تهران و رتبه ممتاز را از انجمن خوشنویسان اخذ کرده‌است. به عقیده عقیقی: در گذشته خطاطی ایران، زنان جایگاه ناشناخته اما تحسین‌برانگیزی داشته‌اند، هر چند که سلطه سیاسی مردان بر این هنر همواره دستاوردهایشان را به حاشیه برده‌است.
آثار او در موزه‌هایی چون بریتیش می‌وزیم و موزه اسلامی مالزی نگهداری می‌شود؛ قطعات هنری او در حراج‌های کریستی و ساتبیز و حراج تهران عرضه شده‌است. عقیقی عمدتاً خط نقاشی هایی‌ست با الهام از خط کوفی پدیدآورده است. نقاشی خط‌های عقیقی این روزها در گنجینه‌های متعدد هنر خاورمیانه‌ای نگهداری می‌شوند و تاکنون در لندن، کوالالامپور، استانبول، دبی، وین، میامی، ابوظبی، تاجیکستان، لبنان، ژنو و زوریخ و کویت به نمایش عمومی درآمده‌اند.
عذرا عقیقی بخشایشی برخلاف بسیاری از هنرمندان عرصه نقاشیخط، مصمم به استفاده از خط کوفی در آثارش است. او با تلفیق انواع کوفی مشرقی، کوفی مغربی و کوفی اولیه و ریز و درشت نوشتن آنها، ترکیبی پیچیده و سیال پدیدمی‌آورد. اولین قرآن‌ها به خط کوفی کتابت شده‌اند، به همین جهت با کیفیت معنامحور و معنوی آثار هنرمند بیشتر همخوانی دارند. در اثر حاضر رنگ‌سایه‌های آبی که از تیرگی در کناره‌ها به نور خالص در مرکز تابلو منتهی شده‌اند، همراه با خطوطی که به تدریج کوچکتر می‌شوند، چون پرتو نور الهی رخ می‌نمایند. ترکیب متقارن اثر با تمرکز بر نقطه مرکزی آن بر فضای معنوی و القای احساسی روحانی به مخاطب تأکید می‌ورزد.

## نمایشگاه‌ها
- سیاه مشق، گالری هما، تهران، ۱۳۹۷
- سری کهکشان، گالری هما، تهران ۱۳۹۵[۹]
- خلق یک جهان، مزنا، مسقط، ۱۳۹۷.
- کهکشان کلمات، گالری هما، تهران، ۱۳۹۵.[۱۰]
- مجموعه آثار، گالری هما، تهران ۱۳۹۰[۱۱]

## رخدادها
- ساتبیز دبی، دبی ۱۳۹۷[۱۲]
- آرت فر آنکارا، آنکارا ۱۳۹۶.[۱۳]
- بونامز لندن، لندن ۱۳۹۴.[۱۴]
- بزرگان نقاشی‌خط، خانه هنرمندان، تهران ۱۳۹۳.[۱۵]
- مسترییس لندن، گالری محتشمی، لندن ۱۳۹۳.[۱۶]
- آلترناتیو کالیگرافی ۲، آرت فر وین، وین ۱۳۹۲.[۱۷]